# Kachelotplate
De Kachelotplate is het jongste van de Duitse waddeneilanden, waarvan het bestaan als eiland op 28 juli 2003 erkend werd. Toen maakte de Nedersaksische dienst voor waterhuishouding, kust- en natuurbescherming (Niedersächsischer Landesbetrieb für Wasserwirtschaft, Küsten- und Naturschutz, NLWKN) bekend dat de zandbank Kachelotplate zover was aangegroeid dat het bij hoog water niet meer werd overspoeld door de Noordzee en een afmeting had bereikt van 2,5 bij 1,3 kilometer. De eerste, door wind gevormde, duinen waren ontstaan en er begonnen grassen te groeien.
Kachelotplate staat sinds 1840 op kaarten genoemd. De naam komt van het Franse "cachalot", dat potvis betekent.
De Kachelotplate bevindt zich tussen de eilanden Borkum en Juist, pal ten noordwesten van het onbewoonde eiland Memmert. Mogelijk groeien Memmert en Kachelotplate samen tot één eiland, want de geul tussen beide wordt steeds ondieper en staat inmiddels niet meer als vaargeul op de kaart. Het kan  nog decennia duren voordat deze vereniging zal plaatsvinden. Daarbij is het mogelijk dat stormen het eiland weer in zee zullen doen verdwijnen.
De kleine zandbanken en eilandjes in de Waddenzee zijn belangrijk als nestgebied voor vele vogelsoorten en als rustplaats voor zeehonden (gewone zeehond en grijze zeehond).

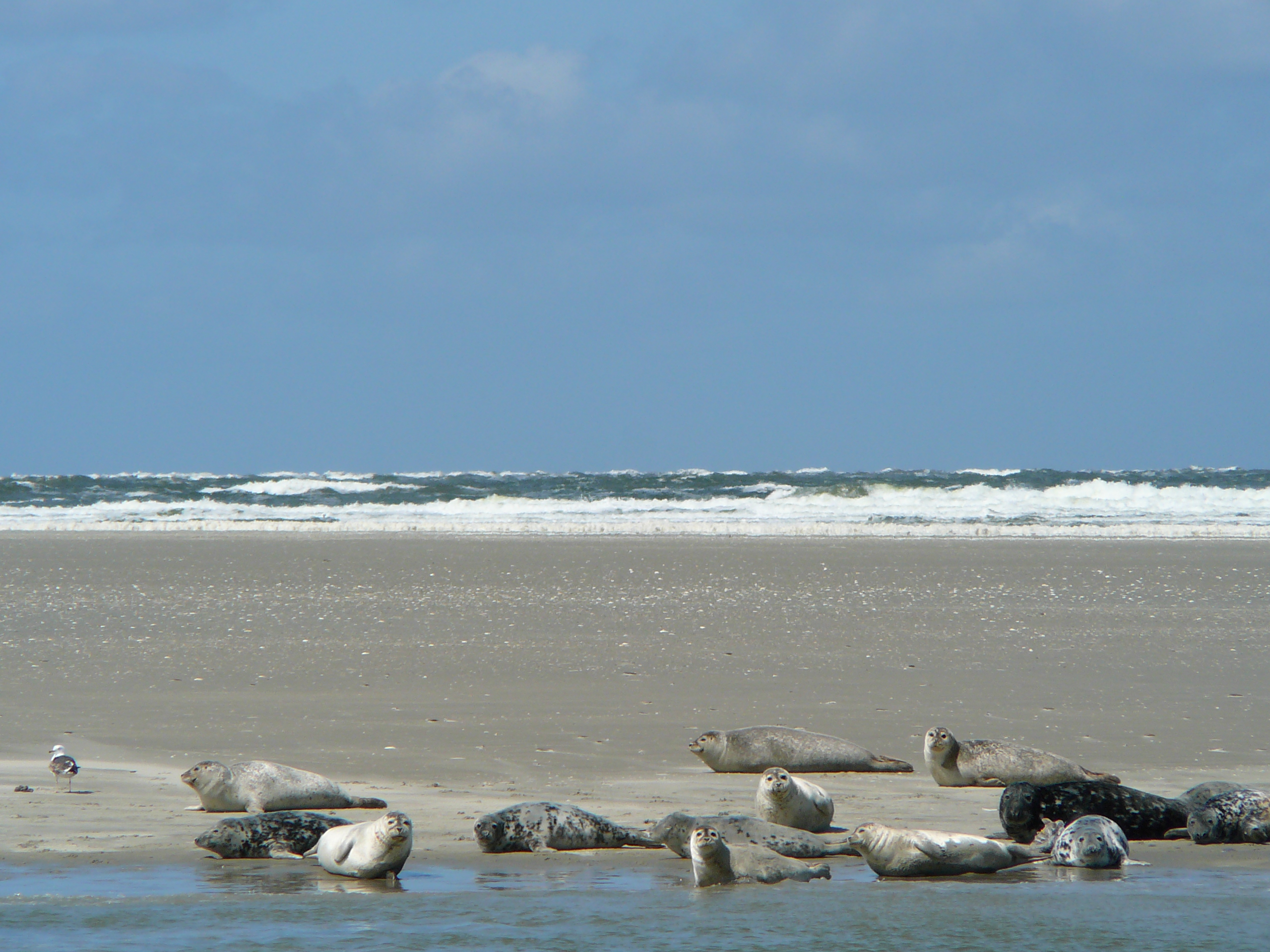
Zeehonden op de noordoostpunt van Kachelotplate

## Referentie
1. ↑  (de)  website NLWKN[dode link]